# Prix Herbert-von-Karajan
Pour les articles homonymes, voir Karajan (homonymie).
Le prix Herbert-von-Karajan (en allemand Herbert-von-Karajan-Preis), nommé en l'honneur d'Herbert von Karajan, est un prix musical annuel destiné aux jeunes artistes.

## Historique
Créé par Eliette von Karajan, la veuve du chef d'orchestre, le prix Herbert-von-Karajan est décerné pour la première fois en 2017 à l'occasion du 50e anniversaire du Festival de Pâques de Salzbourg. D'une dotation de 50 000 €, il est destiné à récompenser un musicien dont les réalisations artistiques exceptionnelles ont été reconnues dans le monde entier. Le prix est remis annuellement lors du Festival de Pâques de Salzbourg,,.
À partir de 2023, le prix est décerné à trois jeunes artistes prometteurs dans les domaines de l'opéra, du concert ou de la danse, chacun recevant 16 000 €,,.
En 2025, la dotation est de nouveau de  50 000 € ; deux artistes sont récompensés,.

## Lauréats
- 2017 : Daniil Trifonov[1],[8]
- 2018 : Sol Gabetta[9]
- 2019 : Mariss Jansons[10]
- 2020 : Janine Jansen[3]
- 2021 : Hilary Hahn[2]
- 2022 : Staatskapelle de Dresde[3]
- 2023 : Alexander Köpeczi (basse), Michael Loehr (en) (danseur) et Oscar Jockel (en) (chef d'orchestre)[4]
- 2024 : Lise Davidsen (soprano), Masabane Cecilia Rangwanasha (soprano) et Eve-Maud Hubeaux (mezzo-soprano)[5]
- 2025 : Nadezhda Karyazina (soprano) et Maxim Emelyanychev (en) (chef d'orchestre)[6],[7]